# Trockenrasen Wriezen und Biesdorfer Kehlen
Trockenrasen Wriezen und Biesdorfer Kehlen este o arie protejată (arie specială de conservare — SAC, sit de importanță comunitară — SCI) din Germania întinsă pe o suprafață de 141 ha, integral pe uscat.

## Localizare
Centrul sitului Trockenrasen Wriezen und Biesdorfer Kehlen este situat la coordonatele 52°43′34″N 14°05′49″E / 52.7261°N 14.0969°E.

## Înființare
Situl Trockenrasen Wriezen und Biesdorfer Kehlen a fost declarat sit de importanță comunitară în februarie 1999.

## Biodiversitate
Situată în ecoregiunea continentală, aria protejată conține 7 habitate naturale: Lacuri eutrofice naturale cu vegetație de tip Magnopotamion sau Hydrocharition, Pajiști calcaroase din nisipuri xerice, Pajiști stepice subpanonice, Liziere de ierburi înalte hidrofile de câmpie și de nivel montan până la alpin, Păduri de stejar și carpen Galio-Carpinetum, Păduri pe pante, grohotișuri și ravene de Tilio-Acerion, Păduri aluvionare cu Alnus glutinosa și Fraxinus excelsior (Alno-Padion, Alnion incanae, Salicion albae).
La baza desemnării sitului se află mai multe specii protejate:
- mamifere (2): castor (Castor fiber), vidră de râu (Lutra lutra)
- nevertebrate (1): Vertigo moulinsiana

Pe lângă speciile protejate, pe teritoriul sitului au mai fost identificate 12 specii de plante, 1 specie de amfibieni, 1 specie de mamifere, 2 specii de reptile.